# Вильманстрандский 86-й пехотный полк

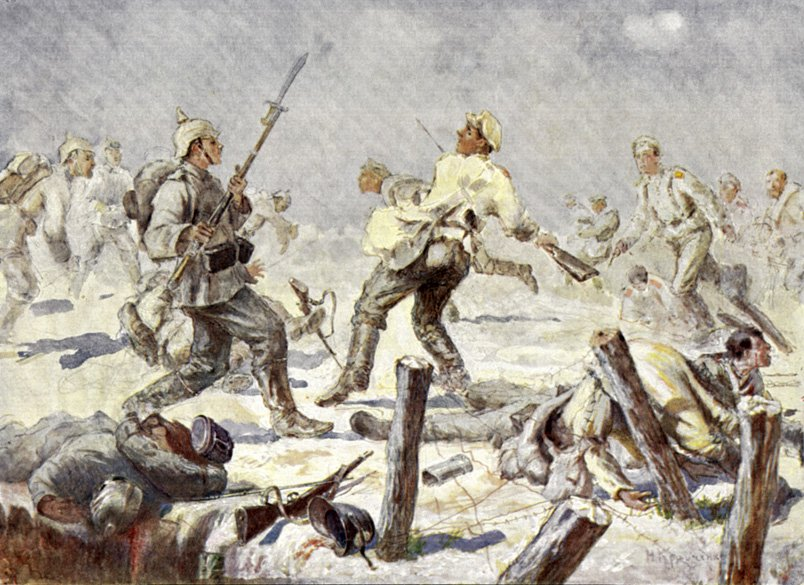
Николай Иванович Кравченко, «Поединок.» Картина посвящена памяти 16-й роты Вильманстрандского полка под Скерневицами.

86-й пехотный Вильманстрандский полк — пехотная воинская часть Русской императорской армии.

## Первое формирование полка
Полк сформирован 16 августа 1806 года генерал-майором Л. И. Герардом в Твери из одной гренадерской и трёх мушкетерских рот старого Уфимского полка, с дополнением рекрутами. Получил наименование «Вильманстрандский мушкетерский полк» по названию одного из городов Финляндии. 22 февраля 1816 года он был поименован Вильманстрандским пехотным полком. Тогда же полк был приведён в состав трёх батальонов.
28 января 1833 году к полку присоединены полтора батальона 46-го егерского полка, после чего полк получает наименование «Вильманстрандский егерский». Полк состоит из четырёх батальонов, причём первый и второй — действующие батальоны и были переименованы из таковых же батальонов прежнего Вильманстрандского пехотного полка, третий батальон составлен из первого действующего батальона 46-го егерского полка, а четвёртый батальон — из резервного батальона Вильманстрандского полка и половины резервного батальона 46-го егерского полка.

## Расформирование полка
3 июля 1835 года, при преобразовании расположенных в Финляндии егерских и пехотных полков в линейные батальоны, егерские роты 2-го и 3-го действующих и 4-го резервного батальонов Вильманстрандского егерского полка поступили на формирование Финляндских линейных батальонов № 6, 7 и 8. Остальные роты Вильманстрандского полка пошли на укомплектование флота и полков гренадерского корпуса (карабинерные роты).

## Второе формирование полка
В 1854 году 7-й Финляндский линейный батальон (сформированный из 7, 8, 9 и 11-й рот Вильманстрандского егерского полка) был переформирован в два линейных батальона № 11 и 12. В 1856 году эти батальоны вновь были сведены в один Финляндский батальон № 5, послуживший основой для формирования 18 июня 1863 года двухбатальонного пехотного полка, для чего к Финляндскому линейному № 5 батальону были добавлены люди из Финляндского линейного батальона № 2 и рекруты. 25 марта 1864 года полк наименован 86-м пехотным Вильманстрандским, 3 июля 1874 года его шефом был назначен эрцгерцог австрийский Альбрехт, имя которого было присоединено к наименованию полка. С его смертью 15 февраля 1895 года полк стал именоваться 86-м пехотным Вильманстрандским полком.
13 июля 1900 года Высочайшим повелением полку присвоено старшинство с 16 августа 1806 года, то есть со дня сформирования Вильманстрандского мушкетерского полка.
Полк имел простое знамя с надписью «1806—1906» и Александровской лентой, пожалованное Высочайшим приказом 16 августа 1906 года. Полковой праздник — 30 августа.
По мобилизации 1914 года, Вильманстрандский полк выделил часть офицеров, составивших кадр 266-го Пореченского пехотного полка, 2 очереди.
После Октябрьской революции Вильманстрандский полк вернулся на свои квартиры в Старой Руссе и был расформирован 12 апреля 1918 года.

## Кампании полка
Вильманстрандский полк принимал участие в Финляндской войне 1808—1809 гг.
В Отечественной войне 1812 года полк был в сражениях под Смоленском, на Валутиной горе, при Бородино и у Малоярославца. В Заграничных походах 1813 и 1814 гг. Вильманстрандский полк участвовал в сражениях под Бауценом и Лейпцигом, а также находился при взятии Парижа.
Во время Крымской войны полк оборонял северное побережье Финского залива и в 1855 году находился в Свеаборге во время бомбардировки его англо-французским флотом.
В русско-японской войне Вильманстрандский полк участвовал в боях на Шахэ, в атаках на Двугорбую, Новгородскую и Путиловскую сопки и в бою у деревни Хулантунь (17 февраля 1905 года).

Во время Первой мировой войны в 1914 году полк был задействован в операциях в Восточной Пруссии, Варшавско-Иваногородской и под Лодзью. В кампании 1915 года полк участвовал в боях под Ломжей, на реках Бобр, Неман и под Гродно. В следующем году понёс огромные потери в Нарочской операции. После пополнения вильманстрандцы участвовали в знаменитом Брусиловском прорыве.

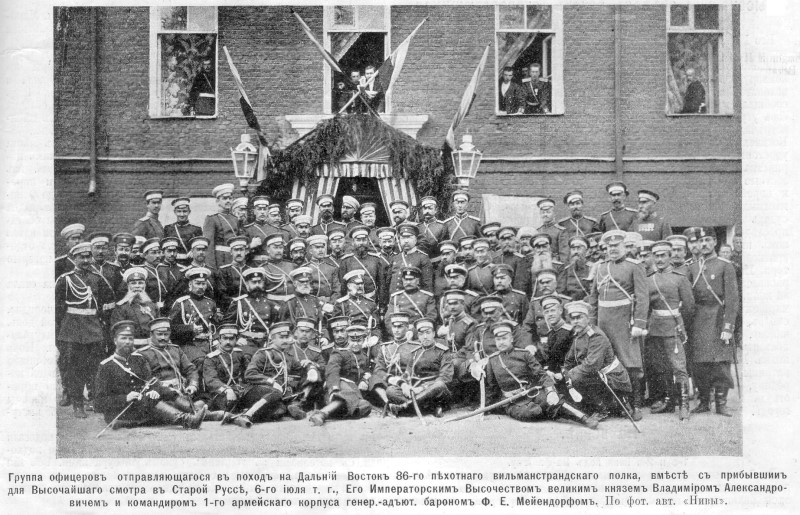
Групповая фотография
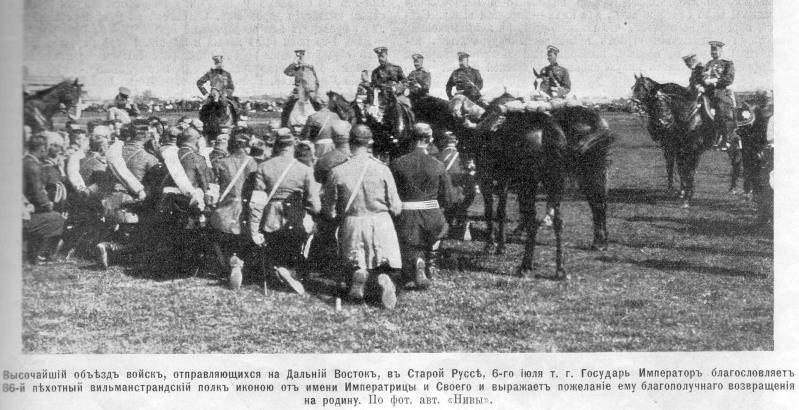
Полк перед царственными особами
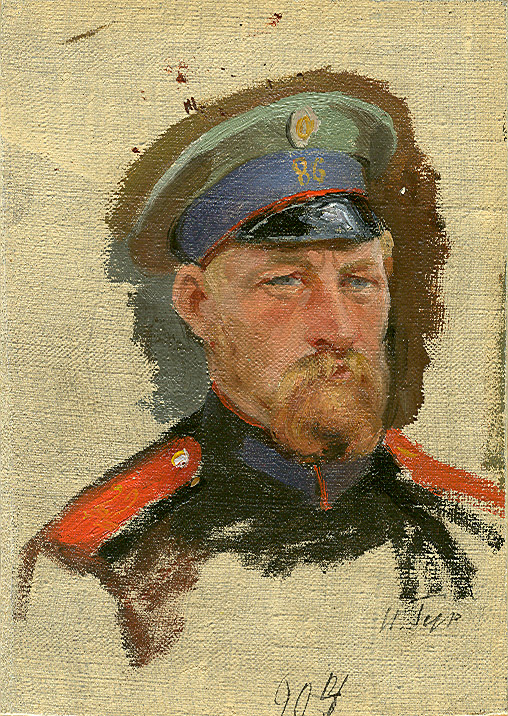
Портрет нестроевого рядового 86-го Вильманстрандского пехотного полка. Гурьев, Иван Петрович, 1904
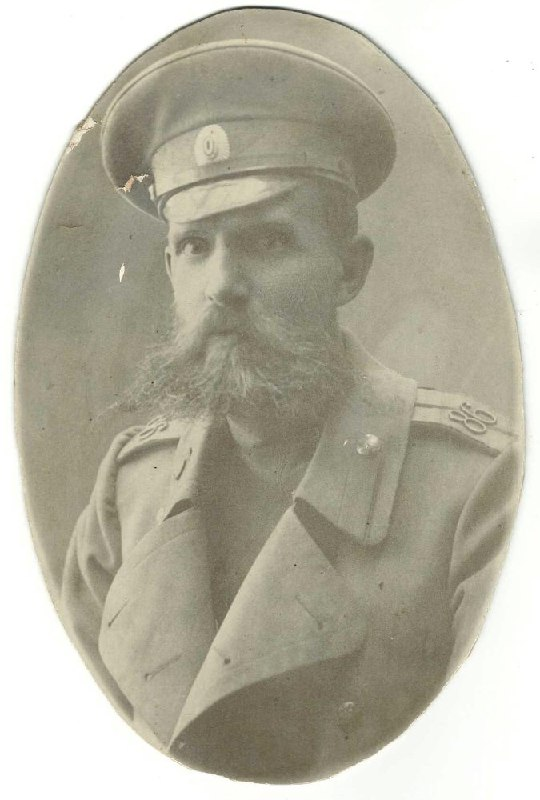
Коведяев Евгений Павлович, капитан 86-го пехотного Вильманстрандского полка. 1914 г.

## Знаки отличия
- Знаки отличия (нагрудные у офицеров, на головные уборы у нижних чинов) с надписью: «За отличіе въ войну съ Японіей въ 1904 и 1905 годахъ». Высочайший приказ 5 октября 1912 года.

## Шефы полка
- 24.08 1806 — 11.10.1806 — генерал-майор Герард, Логгин Иванович
- 30.10.1806 — 11.03.1807 — генерал-майор Скипор, Антон Петрович
- 11.03.1807 — 30.04.1814 — генерал-майор Тучков, Павел Алексеевич
- 03.07.1874 — 15.02.1895 — Альбрехт Австрийский, герцог Тешен

## Командиры полка
- 06.11.1806 — 25.02.1807 — полковник Юшков, Павел Степанович
- 25.02.1807 — 18.03.1810 — полковник Палибин, Пётр Игнатьевич
- 18.03.1810 — 1812/1814 — командующий подполковник (с 14.09.1811 полковник) Сокорев, Фёдор Иванович
- 1812/1814 — 01.06.1815 — подполковник Астафьев, Александр Филиппович
- 01.06.1815 — 20.03.1819 — полковник Бестужев-Рюмин, Михаил Дмитриевич
- 22.04.1819 — 22.08.1829 — подполковник (с 01.01.1822 полковник) Моренталь, Иван Фёдорович
- 30.08.1829 — 03.07.1835 — подполковник (с 15.12.1834 полковник) фон дер Шруф, Родион Фёдорович
- 13.07.1863 — 18.05.1866 — полковник Чепурнов, Александр Иванович
- 27.05.1866 — хх.хх.1872 — полковник фон Эркерт, Георгий Гансович
- 14.08.1872 — 30.08.1876 — полковник Кононович, Казимир Иосифович
- 30.08.1876 — 10.11.1878 — полковник Долуханов, Хозрев Мирзабекович
- 10.11.1878 — 25.10.1889 — полковник Поливанов, Матвей Михайлович
- 06.11.1889 — 26.02.1894 — полковник Окерман, Вильгельм Христианович
- 03.03.1894 — 29.01.1898 — полковник Вишняков, Евгений Петрович
- 10.02.1898 — 18.12.1900 — полковник Курганович, Константин Осипович
- 18.12.1900 — 18.12.1904 — полковник Сивицкий, Мечислав-Иосиф Люцианович
- 24.12.1904 — 14.07.1910 — полковник Тихомиров, Николай Иванович
- 31.07.1910 — 24.12.1913 — полковник Круглевский, Василий Александрович
- 23.01.1914 — 25.03.1915 — полковник Тунцельман-фон-Адлерфлуг, Николай Николаевич
- 25.03.1915 — 22.10.1916 — полковник Павловский, Ярослав Леонович
- 28.10.1916 — после 09.09.1917 — полковник Захаров, Савва Васильевич

## Известные люди, служившие в полку
- Путьковский, Александр Захарович — прапорщик Вильманстрандского полка (позднее полковник)
- Дубровин, Владимир Дмитриевич — подпоручик Вильманстрандского полка, революционер.

## Полковой храм

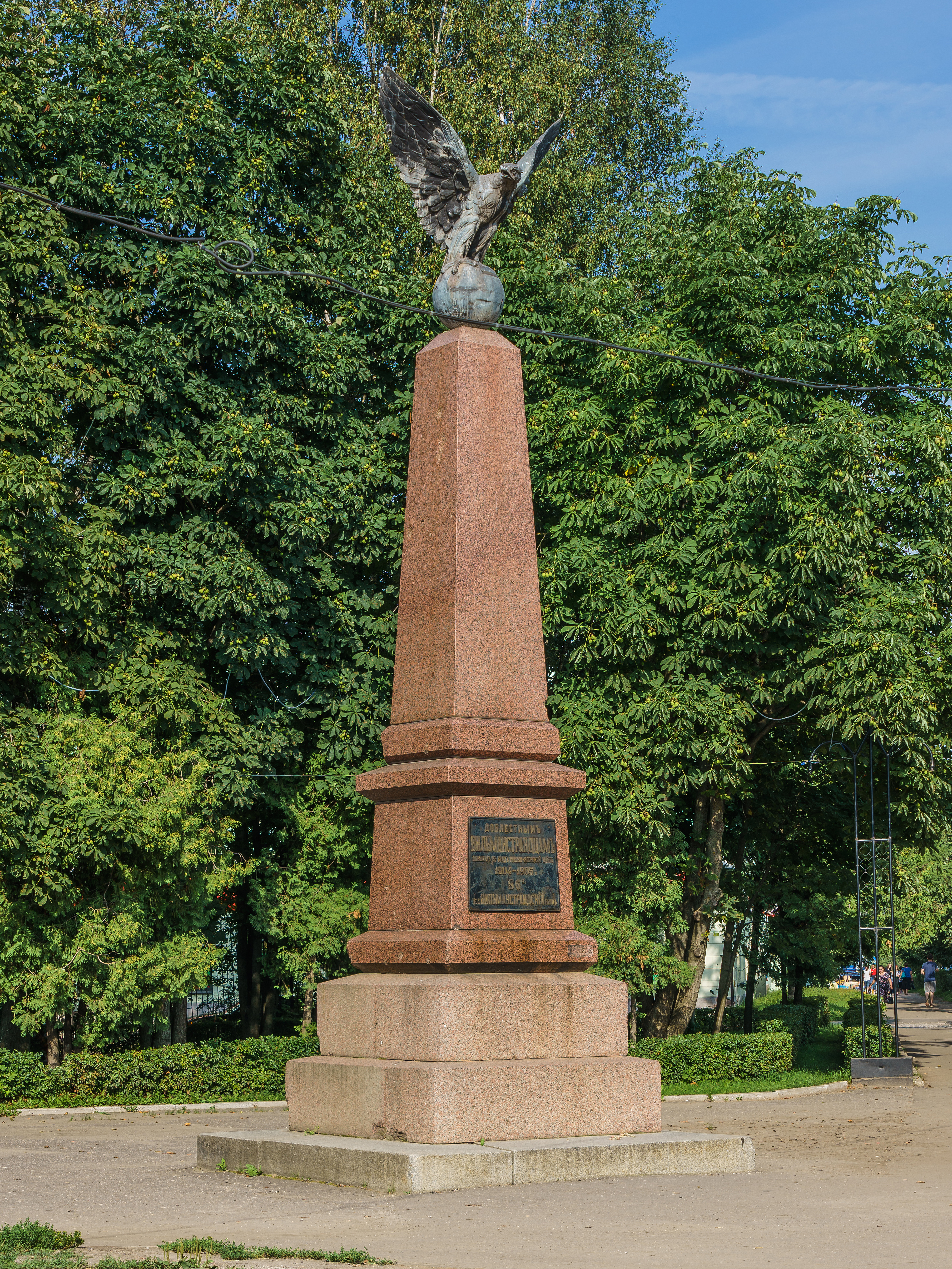
«Орёл»

Полковым храмом полка была Александро-Невская церковь.

## Памятник
25 октября 1913 года в Старой Руссе торжественно, с молебном, заложили памятник «Доблестным Вильманстранцам» («Орёл», у пересечения современных улиц Минеральной и Александровской). Недостающую сумму на строительство прислал император Николай II. Надпись на памятнике гласит: «Доблестным Вильманстранцам, погибшим в боях русско-японской войны 1904—1905 гг. 86 пех. Вильманстрандский полк».